# Phillip Phillips
Phillip LaDon Phillips, Jr., más conocido como Phillip Phillips (Leesburg, Georgia, 20 de septiembre de 1990), es un cantante estadounidense, ganador de la undécima temporada del programa de talentos, American Idol.

## Biografía
Phillips nació el 20 de septiembre de 1990 en Leesburg (Georgia), hijo de Sheryl y Phillip Phillips, Sr.; creció en Sasser y Leesburg, lugar donde asistió a la Lee County School. Se graduó en el Albany Technical College, pero no asistió a la ceremonia de graduación debido a su participación en American Idol. Antes de ser aceptado en la competencia, Phillip trabajó en la tienda de empeños, propiedad de su familia.
Phillips ha mencionado que admira como cantante a Jonny Lang, así como también a John Butler, Dave Matthews y Damien Rice. El describe su música como «una mezcla de sonidos de jazz, country y rock alternativo».
Phillip ha pasado por cinco cirugías para la eliminación de cálculos renales desde octubre de 2011. El músico se recuperó y quedó entre los finalistas.

## Idol

### Audición
Phillips realizó su audición en Savannah, Georgia, interpretando el tema Superstition de Stevie Wonder; en la misma audición se le pidió que cantara otra canción, pero esta vez tocando la guitarra, la canción que escogió Phillips fue Thriller de Michael Jackson, obteniendo el "sí" de los tres jueces y avanzando a las audiciones en Hollywood y posteriormente a las audiciones en Las Vegas. 
Al avanzar al top 25 elegido por los jueces, tocó In the Air Tonight, canción de Phil Collins en la cual se consagró como uno de los mejores artistas del certamen. Llegó hasta la instancias finales, teniendo muy buenas actuaciones con canciones como: U Got It Bad de Usher y We've Got Tonight de Bob Seger. Finalmente llega a la final contra la adolescente Jessica Sanchez, en la cual Phillip tuvo su mejor actuación de todo el show, interpretando el tema Home de Greg Holden.
El 23 de febrero de 2012, Phillip fue elegido como uno de los miembros del Top 24. En las semifinales, cantó "In the Air Tonight" de Phil Collins. Fue uno de los cinco primeros nominados y avanzó a la Top 13. 
El 8 de marzo de 2012 Phil fue trasladado de urgencia a un hospital tras sufrir un fuerte dolor abdominal de un problema de cálculos renales. El caso parecía serio, pero no fue suficiente para que el cantante se fuera de la competición. El 23 de mayo, en una final récord, con 132 millones de votos en total, Phillip Phillips se coronaria como el American Idol del 2012.
En 2013 tuvo que cancelar sus giras por orden de su doctor, el cual le recomendó descanso y que las pospusiese después de haber salido de su última operación. 
Actualmente en 2016 Phillip Phillips está teniendo una gira por todos los EE.UU y según hizo algunos comentarios en su Facebook, tiene planeado el próximo año hacer una gira por Europa.

### Presentaciones
| Episodio         | Tema                                  | Canción |
| ---------------- | ------------------------------------- | --- |
| Audiciones       | Elección del concursante              | Superstition (Stevie Wonder) Thriller (Michael Jackson) |
| Semana Hollywood | Primer Solo                           | Papa's Got a Brand New Bag (James Brown) |
| Semana Hollywood | Presentación grupal                   | Broken Strings (James Morrison) |
| Semana Hollywood | Segundo Solo                          | Wicked Game (Chris Isaak) |
| Semana Las Vegas | Canciones de los 50's                 | I Only Have Eyes for You (Dick Powell y Ruby Keeler) |
| Audición final   | Último Solo                           | Nice & Slow (Usher) |
| Top 25           | Elección del concursante              | In the Air Tonight (Phil Collins) |
| Top 13           | Stevie Wonder                         | Superstition |
| Top 11           | Año en que nacieron                   | Hard to Handle (Otis Redding) |
| Top 10           | Billy Joel                            | Movin' Out (Anthony's Song) |
| Top 9            | Ídolos personales                     | Landslide - Edge of Seventeen - Don't Stop (Fleetwood Mac y Stevie Nicks) en trío junto a Colton Dixon y Elise Testone Still Rainin (Jonny Lang)                                                                   |
| Top 8            | Canciones de los 80's                 | Stop Draggin' My Heart Around (Stevie Nicks y Tom Petty) a dueto con Elise Testone That's All (Genesis) |
| Top 7            | Canciones de los años 2010            | Somebody That I Used to Know (Gotye) a dueto con Elise Testone Give a Little More (Maroon 5) |
| Top 7            | Canciones "Now & Then"                | U Got It Bad (Usher) In the Midnight Hour (Wilson Pickett) |
| Top 6            | Queen                                 | Fat Bottomed Girls |
| Top 6            | Elección del concursante              | The Stone (Dave Matthews Band) |
| Top 5            | Canciones de los 60's                 | You've Lost That Lovin' Feelin' (The Righteous Brothers) a dueto con Joshua Ledet The Letter (The Box Tops) |
| Top 5            | British Pop                           | Time of the Season (The Zombies) |
| Top 4            | California Dreamin'                   | Waiting for a Girl Like You (Foreigner) cuarteto junto a Hollie Cavanagh, Joshua Ledet y Jessica Sanchez This Love (Maroon 5) a dueto con Joshua Ledet Have You Ever Seen the Rain? (Creedence Clearwater Revival) |
| Top 4            | Canciones que desearían haber escrito | Volcano (Damien Rice) |
| Top 3            | Elección de los jueces                | Beggin (The Four Seasons) |
| Top 3            | Elección del concursante              | Disease (Matchbox Twenty) |
| Top 3            | Elección de Jimmy Iovine              | We've Got Tonight (Bob Seger) |
| Final            | Elección de Simon Fuller              | Stand by Me (Ben E. King) |
| Final            | Interpretación favorita               | Movin' Out (Anthony's Song) (Billy Joel) |
| Final            | Canción del ganador                   | Home (Greg Holden) |

## Vida personal
El 26 de diciembre de 2014, Phillips anunció su compromiso con Hannah Blackwell. Se casaron en Resora Plantation en Albany, Georgia el 24 de octubre de 2015.  El 3 de julio de 2019, Phillip y Hannah anunciaron que esperaban un hijo en otoño.

## Discografía

### Álbumes
- The World from the Side of the Moon (2012)
- Behind The Light (2014)
- Collateral (2018)

### Sencillos
- Home (2012)
- Gone, Gone, Gone (2012)
- Where We Came From (2013)
- Raging Fire (2014)
- Unpack Your Heart (2014)
- Miles (2017)
- Dance with me (2017)
- Magnetic (2017)

## Premios y nominaciones
| Teen Choice Awards |                               |                  |           |
| Año                | Categoría                     | Título           | Resultado |
| 2012               | Choice Love Song              | Home             | Nominado  |
| 2012               | Choice Music: Breakout Artist | Phillip Phillips | Nominado  |